# 青色吸蜜鸚鵡
，又名青衣鸚鵡、深藍吸蜜鸚鵡或翠藍吸蜜鸚鵡，是馬克薩斯群島特有的一種鸚鵡。牠們棲息在亞熱帶或熱帶低地的潮濕森林、山區或種植林。牠們受到失去棲息地的威脅。

## 外部連結
- BirdLife Species Factsheet （页面存档备份，存于）